# Lucia Kaiser
Lucia Kaiser (* 6. August 1992 in Kaufbeuren) ist eine deutsche Volleyballspielerin.

## Karriere
Ihre Volleyballkarriere startete Lucia Kaiser beim SV Mauerstetten. Am 14. Januar 2006 hatte sie als Dreizehnjährige bereits ihren ersten Einsatz in der Erwachsenenmannschaft des SV, der in der Bayernliga spielte. Im gleichen Jahr nahm die Schülerin mit der D-Jugend an den deutschen Meisterschaften teil. 2007 stieg die Frauenmannschaft mit der jetzt vierzehnjährigen Lucia Kaiser in die zweite Bundesliga Süd auf. Die Zuspielerin blieb anschließend noch zwei Jahre im Ostallgäu. 2008 wurde sie in die Juniorennationalmannschaft U18 berufen. Bei der Europameisterschaft im April in Rotterdam wurde Kaiser in den ersten Partien nur kurzzeitig eingesetzt. Im entscheidenden Spiel um die Qualifikation zur Weltmeisterschaft im gleichen Jahr spielte die Allgäuerin jedoch von Anfang an und hatte großen Anteil am 3:0-Sieg der deutschen Mannschaft gegen die Ukraine, der den sechsten Platz im Endklassement bedeutete.
Zum Beginn der Saison 2009/10 wechselte Lucia Kaiser zum SV Lohhof, der zuvor in die erste Bundesliga aufgestiegen war. Ihren ersten Einsatz im Bundesligateam hatte die Siebzehnjährige beim Heimdebüt des SVL gegen den Dresdner SC, das die Unterschleißheimer im Ballhaus-Forum mit 0:3 verloren. Trotz einiger guter Leistungen der gebürtigen Allgäuerin und ihrer Zuspielkollegin Malgorzata Göschl in den weiteren Partien musste der SV Lohhof nach der Saison als Tabellenletzter den Gang in die Zweitklassigkeit antreten. 
Während Göschl in ihr Heimatland Österreich zurückkehrte, gelang Lucia Kaiser in der Zweitligasaison 2010/11 mit dem SV Lohhof die Meisterschaft, bevor sie 2011 wieder in die 1. Bundesliga zum 1. VC Wiesbaden wechselte. Von 2012 bis 2015 spielte sie beim Zweitligisten NawaRo Straubing, wo sie zum Abschluss ihrer Karriere erneut Zweitligameisterin wurde.
Am 26. März 2022 hatte Kaiser ein Comeback beim von Personalmangel geplagten Zweitligisten TV Planegg-Krailling im Spiel gegen die zweite Mannschaft von Allianz MTV Stuttgart. Hier konnte die Zuspielerin direkt die goldene MVP-Medaille gewinnen.